# УМ-2
УМ-2 — советская ЭВМ созданная в 1964, предназначением которой должно было стать использование на аэрокосмических объектах.

УМ-2  состоял из : логических модулей и интегральных ферритовых кубов памяти, с ее развитой архитектурой, примененными оригинальными схемо-конструктивными и технологическими решениями, внесла немалую лепту в развитие отечественной бортовой вычислительной техники.

## История
Создана в 1964 под руководством Ф. Г. Староса.

## Применение
Для бюро С. П. Королёва и А. Н. Туполева были разработаны опытные образцы этой машины.